# 盤狀舌鰨
盤狀舌鰨為輻鰭魚綱鰈形目鰨亞目舌鰨科的其中一種，為熱帶魚類，分布於中西太平洋區，包括印尼、馬來西亞、暹羅灣、南海半鹹水、海域，體長可達45公分，棲息在沿岸底層水域、河口區，以底棲生物為食，生活習性不明。

## 扩展阅读
維基物種上的相關：盤狀舌鰨